# Serge Renko
Serge Renko est un acteur français.

## Biographie
À l'âge de sept ans, à l'école, Serge Renko joue Knock de Jules Romains.

## Filmographie sélective

### Cinéma
- 1985 : Le Pactole de Jean-Pierre Mocky
- 1994 : Lou n'a pas dit non de Anne-Marie Miéville
- 1995 : Les Rendez-vous de Paris (2e sketch : Les Bancs de Paris) d'Éric Rohmer
- 1998 : Les Cachetonneurs de Denis Dercourt
- 1990 : La Note bleue d'Andrzej Żuławski - Ivan Tourgueniev
- 2001 : L'Anglaise et le Duc d'Éric Rohmer
- 2003 : Dans le rouge du couchant d'Edgardo Cozarinsky
- 2003 : Mes enfants ne sont pas comme les autres de Denis Dercourt
- 2004 : Triple Agent d'Éric Rohmer
- 2007 : Les Amours d'Astrée et de Céladon d'Éric Rohmer - le druide
- 2007 : Cortex de Nicolas Boukhrief - Jeremy
- 2007 : La Fabrique des sentiments de Jean-Marc Moutout - Bertrand
- 2011 : Un amour de jeunesse de Mia Hansen-Løve - le père de Camille
- 2011 : En ville de Valérie Mréjen et Bertrand Schefer - le père d'Iris
- 2012 : Les Adieux à la reine de Benoît Jacquot - marquis de la Chesnaye
- 2022 : Des garçons de province de Gaël Lépingle- Mathieu

### Télévision
- 1982 : Les Enquêtes du commissaire Maigret de Jean-Paul Sassy, épisode Le Voleur de Maigret
- 1983 : La Veuve rouge, téléfilm d'Édouard Molinaro - l'avocat stagiaire
- 2008 : Seule de Fabrice Cazeneuve - le directeur
- 2011 : E-Love d'Anne Villacèque - Olivier